# Szigeti György (politikus)
Szigeti György (Pécs, 1944. március 29. –) magyar jogász, politikus, országgyűlési képviselő (SZDSZ).

## Életpályája
1958-ban – egy kémiai kísérlet során – elvesztette látását. 
Az általános és a középiskolai tanulmányait Pécsen végezte; 1962-ben érettségizett a Széchenyi István Gimnáziumban. 1961-től a Vakok Szövetségének tagja, 1967-től Baranya megyei titkára volt. 1962–1967 között a Pécsi Tudományegyetem Jogtudományi Karának hallgatója volt. 1967–1990 között a Pécsi Városi Tanács szervezési és jogi osztályának munkatársa, 1980–1990 között jogtanácsosa volt.
1977–2002 között a Vakok Szövetségének országos elnökségi tagja, 1993–2002 között országos elnöke volt.
1980-ban jogtanácsosi szakvizsgát tett.
1990–1994 között a Szociális, családvédelmi és egészségügyi bizottság tagja volt. 1990–1998 között országgyűlési képviselő volt. 1991-től az SZDSZ tagja volt. 1994–1998 között a Szociális és egészségügyi bizottság tagja volt. 1998-ban országgyűlési képviselőjelölt volt. 1998-tól a Városi Önkormányzat népjóléti főosztályának jogtanácsosa volt.
2005–2011 között az Egyenlő Bánásmód Hatóság tanácsadó testületének tagja volt.

## Családja
Szülei Szigeti József (1915–1975) és Kunszt Margit (1919–1991) voltak. 1968-ban házasságot kötött Dlusztus Gabriella pedagógussal. Két lányuk született: Kinga (1969–) és Réka (1973–).